# 笛卡爾數
笛卡爾數（Descartes number）指的是假若將其中一個合成數因數當成質數處理，就會變成完全數的奇數。這類數字以勒内·笛卡爾為名，而這是因為笛卡爾注意到說假若把22021當成質數處理的話，那麼D = 32⋅72⋅112⋅132⋅22021 = (3⋅1001)2 ⋅ (22⋅1001 − 1) = 198585576189就會滿足完全數的條件之故，而這是因為假若把22021當成質數處理的話，其正因數的和就會滿足下式：
{\displaystyle {\begin{aligned}\sigma (D)&=(3^{2}+3+1)\cdot (7^{2}+7+1)\cdot (11^{2}+11+1)\cdot (13^{2}+13+1)\cdot (22021+1)=(13)\cdot (3\cdot 19)\cdot (7\cdot 19)\cdot (3\cdot 61)\cdot (22\cdot 1001)\\&=3^{2}\cdot 7\cdot 13\cdot 19^{2}\cdot 61\cdot (22\cdot 7\cdot 11\cdot 13)=2\cdot (3^{2}\cdot 7^{2}\cdot 11^{2}\cdot 13^{2})\cdot (19^{2}\cdot 61)=2\cdot (3^{2}\cdot 7^{2}\cdot 11^{2}\cdot 13^{2})\cdot 22021=2D,\end{aligned}}}
當然在事實上，22021是一個合成數（22021 = 192 ⋅ 61），因此198585576189並不是完全數，而198585576189是笛卡爾數的一個例子。
笛卡爾數可定義為滿足n = m ⋅ p的奇數n，在其中 m 與 p 互質且2n = σ(m) ⋅ (p + 1)，而此處的p是一個被當成質數處理但實質上是合成數的「假質數」（spoof prime）。上面給出的例子是截至目前為止唯一已知的笛卡爾數的例子。
若m是一個殆完全數，也就是說若σ(m) = 2m − 1且 2m − 1 是一個「假質數」，那麼n = m ⋅ (2m − 1)就會是一個笛卡爾數，而這是因為σ(n) = σ(m ⋅ (2m − 1)) = σ(m) ⋅ 2m = (2m − 1) ⋅ 2m = 2n之故；而若2m − 1是一個質數的話，那n就會是一個奇完全數。

## 性質
班柯斯（Banks）等人在2008年證明說，若n是一個無立方因子數，且n不能為{\displaystyle 3}所除盡，那麼n就會有超過一百萬個彼此相異的質因數。

## 推廣
約翰·渥伊多（John Voight）提出一個容許負整數的推廣版笛卡爾數，他發現說在考慮負整數的狀況下，{\displaystyle 3^{4}7^{2}11^{2}19^{2}(-127)^{1}}這數字會符合笛卡爾數的定義。之後一群來自楊百翰大學的學者發現了更多類似的例子，並加入了另一類的「假質數」，而這另一類的「假質數」允許在質因數分解時其中一個質數與另一個質數相同。

## 引文來源
1. 1 2  Nadis, Steve. . Quanta Magazine. September 10, 2020  [3 October 2021]. （原始内容存档于2023-04-27）.
2. ↑  Andersen, Nickolas; Durham, Spencer ; Griffin, Michael J. ; Hales, Jonathan ; Jenkins, Paul ; Keck, Ryan ; Ko, Hankun ; Molnar, Grant; Moss, Eric ; Nielsen, Pace P. ; Niendorf, Kyle ; Tombs, Vandy; Warnick, Merrill ; Wu, Dongsheng. . J. Number Theory. 2020, (234): 31-47. arXiv:2006.10697 . arXiv version （页面存档备份，存于）